# Gra w serca
Gra w serca (tytuł oryginalny Playing by Heart) – amerykański film obyczajowo-romantyczny z 1998 roku.
Na film składa się kilka wątków, obrazujących różne rodzaje miłości, na różnych płaszczyznach i w różnych okolicznościach.
W Polsce film miał swoją premierę w 1999, w ramach Warszawskiego Festiwalu Filmowego.

## Obsada
w kolejności alfabetycznej
- Gillian Anderson – Meredith
- Ellen Burstyn – Mildred
- Sean Connery – Paul
- Anthony Edwards – Roger
- Angelina Jolie – Joan
- Nastassja Kinski – Prawniczka (niewymienona)
- Amanda Peet – Amber
- Ryan Phillippe – Keenan
- Dennis Quaid – Hugh
- Gena Rowlands – Hannah
- Jon Stewart – Trent
- Madeleine Stowe – Grace